# Павлов, Иван Юрьевич
Ива́н Ю́рьевич Па́влов (род. 13 января 1971, Ленинград) — российский юрист, адвокат, активист движения за развитие государственной открытости в России. Кандидат юридических наук (2009).
Участвовал в разработке федеральных законов «Об обеспечении доступа к информации о деятельности государственных органов и органов местного самоуправления» и «Об обеспечении доступа к информации о деятельности судов в Российской Федерации». Специализируется в сфере защиты права на доступ к официальной информации и защите граждан от необоснованных обвинений в разглашении государственной тайны, государственной измене и шпионаже. Выступает за реформирование института государственной тайны.

## Биография
В 1997 году окончил юридический факультет Санкт-Петербургского государственного университета.
Занимается адвокатской практикой с 1997 года, первоначально был помощником Юрия Шмидта, а в 1999 году получил адвокатский статус. В 2009 году кандидат юридических наук (аспирантура в Институте Государства и Права РАН)
В течение 6 лет (1998—2004) руководил экологическим правозащитным центром «Беллона» в Санкт-Петербурге.

### Фонд свободы информации
В 2004 году Иван Павлов стал учредителем Фонда свободы информации (полное название Фонд «Институт развития свободы информации»). На протяжении 10 лет Фонд занимался защитой права граждан и организаций на доступ к информации, оказывая юридическую и консультативную помощь. Также сотрудники Фонда проводили аудит официальных сайтов органов власти.
В 2014 году Фонд был внесён Минюстом РФ в реестр некоммерческих организаций — «иностранных агентов». После нескольких судебных заседаний, в рамках которых Иван Павлов и другие юристы Фонда оспаривали статус «иностранного агента», Фонд свободы информации формально приостановил свою деятельность.

### Команда 29
В 2015 году Иван Павлов стал руководителем неформального объединения юристов и журналистов Команда 29. После приостановки деятельности Фонда свободы информации часть сотрудников (юристы и журналисты) во главе с Павловым продолжили работу в новом формате. С февраля 2015 года Команда 29 занимается защитой права граждан на информацию в судах и ведет просветительскую работу, публикуя на сайте «Команды 29» материалы о государственной закрытости и юридические инструкции для граждан.
В августе 2020 года Минюст России попросил Адвокатскую палату Санкт-Петербурга о возбуждении дисциплинарного дела против Павлов и других адвокатов Ивана Сафронова, обвиняемого в государственной измене. После отказа Минюст подал иск на Адвокатскую палату, но в сентябре 2020 года отказался от иска. В октябре 2021 года Минюст вновь потребовал лишить Павлова адвокатского статуса.
8 ноября 2021 года Павлов вместе с коллегами из «Команды 29», которая распустилась в июле 2021 года, Валерией Ветошкиной, Еленой Скворцовой, Максимом Оленичевым и Максимом Заговора был внесен в реестр СМИ — «иностранных агентов».

### Уголовное преследование
30 апреля 2021 года Павлов был задержан, против него возбуждено дело о разглашении данных предварительного расследования (статья 310 УК РФ). Ему запрещено пользоваться интернетом и общаться с кем-либо, кроме следователей и родственников. Павлов вёл дело Ивана Сафронова, обвиняемого в государственной измене, и, как утверждается, передал журналистам копию постановления о привлечении Сафронова и сообщил им о секретном свидетеле в деле. Но постановление следователя не было классифицировано как государственная тайна, и российское законодательство в данном случае не предусматривает обязательство для адвоката хранить тайну следствия. Павлову грозит до 3 месяцев ареста и лишение адвокатского статуса. В марте 2022 года адвокатская палата Санкт-Петербурга приостановила Павлову статус адвоката.
По мнению Сергея Бадамшина из «Правозащиты Открытки», уголовное дело связано с лишением Павлова адвокатского статуса, которое не смогли произвести через Адвокатскую палату. Более 80 писателей, поэтов и журналистов поставили подписи под открытым письмом, размещённым на сайте ассоциации «Свободное слово» и называющим задержание Павлова «актом устрашения». Международная комиссия юристов осуждает преследование адвоката Ивана Павлова
На Павлова в связи с уголовным делом были наложены запреты пользоваться Интернетом и мобильной связью, а также общаться со свидетелями по его уголовному делу, в том числе с его подзащитным Иваном Сафроновым. 7 сентября 2021 года Павлов сообщил, что, находясь под наложенными на него запретами, он не может больше работать адвокатом, а потому уехал из России в Грузию.

### Первый отдел
20 декабря 2021 года Павловым был создан правозащитный проект «Первый отдел». «Первый отдел» рассказывает о закрытых уголовных делах, ведёт просветительскую работу и занимаются защитой права на свободу информации.

## Резонансные дела

### Доступ к информации

##### Дело о доступе к текстам ГОСТов
В 2006 году Иван Павлов инициировал дело, в результате которого суд обязал Ростехрегулирование опубликовать в интернете тексты ГОСТов. До этого граждане могли получить доступ к стандартам только платно. В феврале 2006 года юристы одержали победу в суде первой инстанции. Ростехрегулирование подало кассационную жалобу. Рассмотрение должно было состояться 23 мая, однако представители агентства в суд не явились. Заседание перенесли на 8 июня. А 31 мая на адвоката Ивана Павлова было совершено нападение, в результате которого он попал в больницу с травмами головы. Поскольку преступники не взяли личные вещи пострадавшего, Иван Павлов связывает это нападение со своей профессиональной деятельностью, а именно — с делом по предоставлению текстов ГОСТов в открытом доступе. Было возбуждено уголовное дело, нападавших до сих пор не нашли.

##### Оспаривание Указа Президента о засекречивании сведений о потерях в мирное время
В 2015 году Иван Павлов совместно с группой журналистов и правозащитников (Аркадий Бабченко, Лев Шлосберг, Павел Каныгин, Светлана Давыдова, Григорий Пасько, Тимур Олевский, Владимир Воронов, Руслан Левиев) оспаривали в Верховном суде РФ Указ Президента РФ о засекречивании сведений о потерях в мирное время. Верховный суд отказал в признании указа незаконным.

### Защита граждан, дела против которых возбуждают органы госбезопасности
Павлов защищает права граждан, в отношении которых возбуждают дела органы госбезопасности: обвиняемых в госизмене, о доступе к секретным архивам спецслужб, о разглашении государственной тайны.

### Дела о государственной измене и шпионаже

##### Дело Александра Никитина
Иван Павлов был защитником эколога Александра Никитина, обвиненного в государственной измене за подготовку доклада «Северный флот — потенциальный риск радиоактивного загрязнения региона». Никитин был арестован с февраля по декабрь 1996 года, его дело получило широкий резонанс в прессе, общественных и политических организациях России и Европы. Организация «Международная амнистия» признала Никитина «узником совести». В 1998 году дело было возвращено судом на доследование. В 2000 году Никитин был оправдан Верховным судом РФ по всем статьям обвинения.

##### Дело Григория Пасько
Павлов также представлял в суде интересы военного журналиста Григория Пасько. В 1997 году Пасько был арестован, ему инкриминировалась статья 275 УК РФ («Государственная измена»): сообщалось, что при вылете в Японию у журналиста были изъяты документы, предварительная оценка которых показала, что они содержат составляющие государственную тайну сведения. Организация «Amnesty International» признала Пасько узником совести. В 1999 году военный суд Тихоокеанского флота приговорил Пасько к году лишения свободы по статье о злоупотреблении служебным положение, он был освобожден в зале суда по амнистии.
В 2000 году Военная коллегия Верховного суда России отменила приговор Пасько, дело было направлено на новое рассмотрение. 25 декабря 2001 года военный суд Тихоокеанского флота признал Григория Пасько виновным в государственной измене в форме шпионажа и приговорил его к 4 годам лишения свободы. Отбыв в заключении более полугода, Пасько был освобождён условно-досрочно.
Дело Светланы Давыдовой
Иван Павлов был адвокатом многодетной матери Светланы Давыдовой, которая обвинялась в госизмене за звонок в посольство Украины. Давыдова стала первой из обвиняемых в соответствии с новыми положениями статьи 275 УК РФ, принятыми в 2012 году, согласно которым оказание любой помощи иностранным государствам или организациям, или их представителям в осуществлении деятельности, направленной против безопасности российского государства, рассматривается как государственная измена. Дело Давыдовой стало первым известным случаем обвинения в шпионаже в пользу Украины с начала войны на востоке Украины.
По версии следствия, в апреле 2014 года Светлана Давыдова заметила, что расположенная по соседству с её домом воинская часть опустела. Позже Давыдова услышала разговор военнослужащего этой части о том, что его с сослуживцами переправляют в командировку. Давыдова сообщила об этом в посольство Украины. 21 января 2015 года, спустя 8 месяцев после предполагаемого события преступления, Давыдова была арестована оперативной группой ФСБ.
1 февраля Давыдова сменила предоставленного ей бесплатного защитника на адвокатов Ивана Павлова и Сергея Бадамшина. После вступления в дело независимых адвокатов Давыдова отказалась от всех данных показаний, пояснив, что дала их под давлением. 13 марта адвокаты Давыдовой сообщили о том, что уголовное дело в её отношении прекращено следователем в связи с отсутствием состава преступления.

##### Дело Геннадия Кравцова
В мае 2014 года в Москве по подозрению в государственной измене был задержан бывший сотрудник ГРУ Геннадий Кравцов. Из ГРУ Кравцов уволился в 2005 году, с 2011 года имел на руках загранпаспорт. Центр общественных связей ФСБ сообщал, что основанием для возбуждения дела послужило то, что Кравцов якобы отправил по электронной почте обращение в радиотехнический центр министерства обороны Швеции, в котором сообщил информацию о деятельности российской космической разведки. Как ранее сообщала жена Кравцова, он действительно в 2010 году отправлял резюме в некую шведскую организацию, но получил отказ, поскольку не является гражданином Швеции. Защита Кравцова утверждает, что данных, составляющих гостайну, в резюме не было.
Иван Павлов, защищавший Кравцова, утверждал, что факт отправки резюме защита никогда не отрицала, но спорила с тем, что сведения, которые были в письме, составляли государственную тайну. 21 сентября 2015 года Московский городской суд приговорил Кравцова к 14 годам лишения свободы в колонии строгого режима. 4 февраля 2016 года Верховный суд пересмотрел приговор Кравцова и смягчил наказание с 14 до 6 лет лишения свободы.

##### Дело Евгения Петрина
Павлов представлял интересы задержанного в июне 2014 года в Москве по обвинению в государственной измене сотрудника отдела внешних церковных связей Московского патриархата Евгения Петрина. По версии следствия Петрин, будучи сотрудником ОВЦС, передал представителям ЦРУ информацию, составляющую государственную тайну. Сам Петрин утверждал, что является капитаном ФСБ и работал в отделе внешних церковных связей патриархата под прикрытием. Как утверждал брат Петрина, Евгений вышел на украинского бизнесмена, который, по его сведениям, «способствовал расколу русской и украинской православных Церквей, вел антироссийскую деятельность на Украине и вербовал людей, в том числе, внутри российских ведомств». Петрин неоднократно обращался в спецслужбы, чтобы следственное управление ФСБ завело уголовное дело. По словам брата Петрина, ни в РПЦ, ни в ФСБ не были в этом заинтересованы — и «решили дискредитировать Евгения, сделать из него предателя».
14 июня 2016 года Петрин был осуждён на 12 лет колонии строгого режима с выплатой штрафа в размере 200 тысяч рублей за шпионаж в пользу США. По словам адвоката Павлова, показания из Петрина «выбили». Павлов называет приговор «компромиссом между тяжестью обвинения и его недоказанностью»: «Прокурор требовал жестокого наказания — 19 лет лишения свободы, а Мосгорсуд дал Евгению по минимуму — 12 лет, хотя если бы действительно он был виноват в том, в чем его обвиняли, ему должны были дать "на полную катушку". То, что суд выбрал минимальный срок, свидетельствует о том, что дела у обвинения были плохи».

##### Сочинские дела
В декабре 2016 года Иван Павлов в интервью «Мeduza» рассказал о своем новом деле. Павлов стал защитником Оксаны Севастиди, которую Краснодарский краевой суд в марте 2016 года приговорил к семи годам заключения по статье о госизмене: накануне войны 2008 года в Грузии Севастиди увидела поезд с военной техникой, идущий в сторону Абхазии, и написала несколько смс-сообщений об этом знакомому. В начале 2015 года женщину арестовали: отправленные смс спецслужбы посчитали государственной изменой. Ранее было известно об аналогичном деле Екатерины Харебавы, продавщицы из Сочи, которую в 2014 году Краснодарский краевой суд приговорил к 6 годам лишения свободы по статье о шпионаже. По версии следствия, летом 2008 года Харебава, работавшая продавщицей на рынке, сообщила военному представителю Грузии о передвижении российских войск.
По словам Севастиди, её первый адвокат Руслан Зурнаджян фактически ничего не делал для её защиты и ни разу не пришёл к ней за то время, пока она находилась в СИЗО. Адвокатская палата Краснодарского края, проверив действия Зурнаджяна, нашла в них нарушения. 23 декабря 2016 года во время своей ежегодной пресс-конференции на приговор Севастиди пообещал обратить внимание президент России Владимир Путин. В феврале 2017 года правозащитный центр «Мемориал» признал Севастиди политзаключенной. 7 марта 2017 года Путин подписал указ о помиловании Севастиди. 15 марта Верховный суд пересмотрел приговор по её делу, смягчив наказание с 7 до 3 лет лишения свободы. После освобождения Севастиди рассказала об ещё одной заключенной по делу об смс Анник Кесян.
«Команда 29» выяснила, что с 2013 года Краснодарский краевой суд вынес не менее 10 приговоров по статьям о госизмене и шпионаже. Осуждены были Екатерина Харебава, Оксана Севастиди, Анник Кесян, Марина Джанджгава, Инга Тутисани, Манана Капанадзе, Петр Парпулов, Леван Латария, Георгий Патарая и Георгий Хурцилава. Практически во всех делах участвовали одни и те же следователи, судьи, прокурор, многие из которых после этих дел получили повышения. Следователь Роман Троян стал начальником Следственного управления ФСБ по Краснодарскому краю. Леонид Коржинек, выступавший гособвинителем в делах Харебавы, Джанджгавы и Севастиди, в период с 2016 по 2020 год занимал должность заместителя генпрокурора РФ.
Журналисты Команды 29 выяснили, что как минимум шесть женщин (Екатерина Харебава, Оксана Севастиди, Марина Джанджгава, Инга Тутисани, Анник Кесян и Манана Капанадзе) были приговорены за смс-сообщения об открытом перемещении военной техники знакомым в Грузию. После этого адвокаты Команды 29 вступили в дела Анник Кесян, Марины Джанджгавы и Инги Тутисани. 29 июля 2017 года Владимир Путин подписал указы о помиловании Марины Джанджгавы и Анник Кесян, 16 ноября 2017 года Верховный суд пересмотрел приговор Инги Тутисани, снизив наказание с шести лет заключения до четырёх лет и одного месяца. Все три женщины вышли на свободу.
16 марта 2018 года стало известно, что Иван Павлов вошёл в дело Петра Парпулова, бывшего диспетчера аэропорта в Сочи, осужденного Краснодарским краевым судом по статье о государственной измене. Парпулов был приговорен к 12 годам колонии строгого режима по обвинению в государственной измене (ст.275 УК РФ) в январе 2016 года. 12 марта семья Петра Парпулова получила уведомление, что бывшему авиадиспетчеру отказано в помиловании.

#### Дело Ивана Сафронова (младшего)
Бывшего журналиста ИД «Коммерсант» и газеты «Ведомости» Ивана Сафронова задержали 7 июля 2020 года по подозрению в государственной измене. ФСБ вменило журналисту передачу одной из спецслужб НАТО сведений о военно-техническом сотрудничестве, обороне и безопасности России, составляющих гостайну. При этом в «Роскосмосе», где на тот момент Сафронов работал советником генерального директора, заявили, что он не имел доступа к гостайне. В качестве свидетеля по делу была допрошена редактор издания «Холод» Таисия Бекбулатова, до этого у журналистки прошёл дома обыск. Суд по мере пресечения был закрытым. Также все два года дело велось в закрытом режиме, все подробности дела были засекречены. На сторону защиты оказывалось колоссальное давление. 30 апреля 2021 года Ивана Павлова, главу группы защиты по этому делу, задержали. Ему вменили разглашение тайны следствия, а именно раскрытие содержания постановления следователя в этом уголовном деле, и применили меру пресечения в виде запрета пользоваться любыми средствами связи. В марте 2022 года адвокатская палата Санкт-Петербурга под давлением Минюста приостановила адвокатский статус Павлова. Другой адвокат Сафронова Евгений Смирнов 24 ноября 2021 года также был вынужден покинуть Россию после того, как адвокатская палата Ленинградской области с подачи ФСБ возбудила против него дисциплинарное производство. Ещё одного адвоката Ивана Сафронова президента Адвокатской палаты Удмуртской Республики Дмитрия Талантова задержали 28 июня 2022 года. Его арестовали по п. «д» ч. 2 ст. 207.3 УК (публичное распространение «ложных» сведений об армии РФ по мотивам ненависти или вражды) и 29 июня на закрытом заседании суд избрал меру пресечения — содержание в СИЗО до 23 авугста. Сторона защиты неоднократно требовала изменить меру пресечения для Сафронова, но суд отклонял жалобы адвокатов. В свою очередь суд торопил сторону защиты с ознакомлением дела. В итоге сам обвиняемый и его адвокаты успели ознакомиться только с меньшей его частью. Также защита просила вернуть дело в прокуратору и в этом снова было отказано. В августе 2022 процесс по делу вышел на завершающую стадию. 30 августа 2022 года сторона обвинения в лице прокурора Бориса Локтионова запросила Ивану Сафронову 24 года заключения. 5 сентября 2022 года суд признал Сафронова виновным в госизмене и приговорил его к 22 годам колонии строгого режима.

### Дела об экстремизме

##### Дело Института региональной прессы
Иван Павлов представлял в суде интересы Института региональной прессы, оспаривавшего штраф за отказ добровольно регистрироваться в качестве «НКО-иностранного агента», и его директора Анны Аркадьевны Шароградской, против которой планировалось возбуждение уголовного дела по статье об экстремизме. В итоге Следственный комитет РФ отказался возбуждать дело против Шароградской, а решение о штрафе Институту региональной прессы было отменено Верховным судом РФ.

##### Дело Натальи Шариной
Иван Павлов был защитником бывшего директора Библиотеки украинской литературы в Москве Натальи Шариной, которую обвинили в распространении в библиотеке литературы, признанной экстремистской (ч. 2 ст. 282 УК РФ), и растрате денежных средств, которые потратили на работу адвокатов (ч. 4 ст. 160 УК РФ). Шарина была задержана в 2015 году, она провела больше года под домашним арестом. Сотрудники библиотеки заявляли, что книги, в распространении которых обвиняли Шарину, были подброшены при обыске. Адвокаты Шариной отмечали неконкретность и абсурдность предъявленного ей обвинения: в обязанности Шариной не входило комплектование библиотечного фонда, а выплату средств адвокатам санкционировал департамент культуры правительства Москвы. В результате суд признал Шарину виновной, приговорив её к четырём годам лишения свободы условно.

##### Дело петербургских саентологов
Выступил в качестве адвоката Сахиба Алиева — главного бухгалтера и одного из пяти членов Саентологической церкви Санкт-Петербурга, обвиняемых в незаконной предпринимательской деятельности и религиозном экстремизме. Павлов убеждён, что «дело саентологов — позорная страница в новейшей истории российской юстиции», поскольку считает что их преследуют за «веру, пытаясь признать экстремистами», а «ФСБ уже неприкрыто пытается диктовать обществу, каким богам можно поклоняться, а каким — нельзя».

### Дела с участием органов госбезопасности

##### Дело Игоря Баранова
В 2013 году Павлов добился прекращения уголовного преследования профессора петербургского «Военмеха» Игоря Баранова, которого обвинили в попытке провоза через границу «материалов, которые могут быть использованы при создании оружия массового поражения» (Баранов вез свой распечатанный доклад на международную конференцию).

##### Дело Рауля Валленберга
Иван Павлов и Команда 29 представляют в судах интересы родных шведского дипломата Рауля Валленберга, который в годы Второй мировой войны спас десятки тысяч евреев от Холокоста. В 1945 году советские войска вошли в Будапешт, и Валленберг был арестован сотрудниками «Смерша». В 1957 году правительство СССР подтвердило информацию о захвате Валленберга и сообщило, что он погиб от инфаркта в 1947 году в Лубянской тюрьме. Родственники Валленберга и исследовательская группа Raoul Wallenberg Research Initiative (RWI-70) добиваются выдачи советских архивов, которые могут содержать информацию о судьбе Валленберга. Российское правительство отказывается предоставить важные документы из-за секретности или содержания в них личной и семейной тайны.
29 марта 2017 года родственники Рауля Валленберга, пропавшего в советской тюрьме, направили официальные запросы в Федеральную службу безопасности РФ с просьбой предоставить документы, которые могут прояснить судьбу Валленберга. ФСБ отказалась ответить на запросы, после чего Команда 29 и родные Валленберга подали иск к ФСБ. 18 сентября 2017 года Мещанский суд Москвы отказал родным Валленберга в иске. 20 февраля 2018 года Московский городской суд оставил решение Мещанского суда без изменений. Павлов заявил, что планирует подать кассационную жалобу, а «потом открывается дорога в ЕСПЧ».

### Другие дела

##### Дело об обыске в НИЦ «Мемориал»
В 2009 году Ивану Павлову удалось добиться признания незаконным обыска, который был проведен следственными органами в Научно-исследовательском центре «Мемориал».

##### Дело историка М. Супруна
Иван Павлов защищал историка Михаила Супруна, в отношении которого в 2009 году было возбуждено уголовное дело по ст. 137 УК РФ «Нарушение неприкосновенности частной жизни» за подготовку книг памяти репрессированных в Советском Союзе. В январе 2014 года, рассмотрев жалобы историка и адвоката Павлова, Европейский суд по правам человека начал коммуникацию с Правительством РФ.

##### Дело «Фабрики троллей»
Павлов представлял интересы Людмилы Савчук, экс-сотрудницы ООО «Интернет-исследования», известной как «фабрика троллей», ныне активистки движения «Информационный мир», которое борется с проплаченной интернет-пропагандой. Был подан иск по защите трудовых прав Савчук, с целью вывести полуподпольную организацию в правовое поле. Суд удовлетворил требования Савчук, обязав ООО «Интернет-исследования» выплатить компенсацию морального вреда.

##### Дело бывшего секретаря судебного заседания Александра Эйвазова
Иван Павлов защищает бывшего секретаря судебного заседания Октябрьского районного суда Санкт-Петербурга Александра Эйвазова, рассказавшего о нарушениях в суде. Эйвазов устроился в Октябрьский суд Петербурга секретарем судебного заседания в октябре 2016 года. По словам самого Эйвазова, в суде он столкнулся с постоянными нарушениями закона, в том числе и со стороны судей. В декабре 2016 года он уволился и направил несколько десятков жалоб о несоблюдении норм трудового законодательства, процессуальных нарушениях и неэтичном поведении должностных лиц в МВД, СК, прокуратуру и другие органы.
В августе 2017 года Эйвазов был арестован, ему предъявили обвинение во вмешательстве в деятельность суда. По версии следствия, Эйвазов, пытаясь навредить конфликтовавшей с ним судье, недооформил ряд документов. Сам Эйвазов заявлял, что не закончил и не подписал протокол по одному из дел, поскольку сначала находился на больничном, после чего сразу уволился из суда и посчитал, что подписать протокол задним числом, не являясь сотрудником суда, будет нарушением закона. В январе по заявлению судьи Ирины Керро, у которой работал Эйвазов, ему предъявили второе обвинение — в клевете на судью.
С августа Эйвазов, который болен бронхиальной астмой в тяжелой форме, находится в изоляторе, адвокаты неоднократно заявляли ходатайства о его госпитализации.
19 января стало известно об окончании предварительного следствия по делу, 23 января следователь назначила Эйвазову психолого-психиатрическую экспертизу. 14 февраля адвокаты сообщили о возможной фальсификации доказательств по делу: в материалах был обнаружен незаполненный и недатированный протокол ознакомления потерпевшего с материалами дела с подписью судьи Ирины Керро.
«Правозащитный Мемориал» признал Эйвазова политзаключенным, а Amnesty International — узником совести.

## Общественная позиция
В феврале 2022 года выступил против вторжения России на Украину.

## Награды
В 2015 году Иван Павлов получил премию Московской Хельсинкской группы в области защиты прав человека «за отстаивание прав человека в суде».
В марте 2018 года Иван Павлов получил премию Элисон де Форж, присуждаемую Human Rights Watch активистам, с риском для жизни отстаивающим человеческое достоинство и права других.

## Семья
Иван Павлов был женат на гражданке США Дженнифер Гаспар. У них есть дочь. У Ивана Павлова также есть сын от предыдущего брака.
В июне ФМС России аннулировала вид на жительство Дженнифер Гаспар, аргументировав свое решение тем, что она «создает угрозу государственной безопасности». Попытки обжаловать решение ФМС, а также выяснить причину выдворения не принесли результата, и Павлов был вынужден вывезти супругу и дочь в Прагу и некоторое время жить на два дома. Вскоре брак распался, и осенью 2017 года Павлов женился на выпускнице НИУ ВШЭ, аналитике аппарата петербургского омбудсмена Екатерине (1991 г.р.).